# Ramon Esteve i Carulla
Ramon Esteve i Carulla (Lleida (Segrià) 14 maig 1886 - 22 juliol 1936). Fou un organista a la Catedral de Lleida. Va ser mestre de capella de l'Acadèmia Mariana. Les seves obres es basen principalment en música eclesiàstica, encara que destaca per una composició de Sardana: Els Fanalets de Sant Jaume (1925).